# 仁多米
仁多米（にたまい）とは、島根県仁多郡奥出雲町で収穫されるイネの品種コシヒカリの産地ブランドで、環境条件が魚沼地域以上で、日本穀物検定協会の米食味ランキングでは、西日本で唯一「特A」を獲得した高評価の良質米で「東の魚沼コシヒカリ、西の仁多米」と言われている。

## 環境・栽培条件
- 山陰地方の日本海側気候で、標高300～500mの棚田は日本の棚田百選（大原新田）にも選ばれ稲の登熟期には日較差が大きいため米の澱粉蓄積量も大きく、蛋白質が増えないという高品質・良食味の生産条件が整っている。夏期の日較差は、魚沼地域より1℃大きく、病害虫の発生が少ないという好条件にも恵まれている。米は田植えから収穫までに、1反当り150tの水を必要とするが、水源として雪解けの花崗岩からミネラル分豊富な岩清水が豊富に湧き出ている。土壌はしまね和牛飼育が盛んなため堆肥投入による有機質豊富な昔ながらの土づくりが行われている。

## 収穫量・面積・農家人数
|        | 収穫量（t） | 面積（ha） | 農家人数（人） |
| ------ | ----------- | ---------- | -------------- |
| 仁多町 | 3,284       | 683        | 1,221          |
| 横田町 | 3,930       | 781        | 1,035          |

## 沿革
- 1992年（平成4年）- 有限会社コスモ21農業生産法人を設立。
- 1998年（平成10年）- 奥出雲仁多米株式会社を設立。
  - 仁多郡産コシヒカリが日本穀物検定協会の全国米食味ランキングで最高位の「特Ａ」の産地に格付。
  - 仁多郡カントリーエレベーターでコシヒカリに限定した集荷と籾貯蔵を開始。
- 1999年（平成11年）- 仁多町に「仁多米振興課」を新設。
- 2000年（平成12年）- 仁多堆肥センターを建設。
  - 第2回、米・食味分析鑑定コンクール（東京都新宿区）金賞を受賞（有限会社コスモ21 代表藤原一利）（和泉君義）。
- 2002年（平成14年）- 第1回仁多米振興大会を仁多町で開催。
  - 第3回、米・食味分析鑑定コンクール（奈良県奈良市）金賞を受賞（有限会社コスモ21 代表藤原一利）。
- 2003年（平成15年）- 第5回、米・食味分析鑑定コンクール（山形県東置賜郡）コシヒカリの部 特別優秀賞を受賞（有限会社コスモ21 代表藤原一利）。
- 2004年（平成16年）- 第2回仁多米振興大会を横田町で開催。
- 2009年（平成21年）- 第11回、米・食味分析鑑定コンクール（福島県天栄村）で特別優秀賞を受賞（遠藤秀夫）。
- 2010年（平成22年）- 第12回、米・食味分析鑑定コンクール（島根県松江市）で金賞受賞[1]。
- 2011年（平成23年）- 第13回、米・食味分析鑑定コンクール（群馬県川場村）で金賞受賞[2]。
- 2012年（平成24年）- 第14回、米・食味分析鑑定コンクール（長野県木島平村）で金賞受賞[3]。